# Didier Couécou
Didier Couécou (født 25. juli 1944 i Caudéran, Frankrig) er en tidligere fransk fodboldspiller, der spillede som angriber. Han var på klubplan tilknyttet Girondins Bordeaux, OGC Nice, Olympique Marseille samt FC Nantes. Med både Marseille og Nantes blev han fransk mester, og med Marseille vandt han desuden pokalturneringen Coupe de France.
Couécou blev noteret for en enkelt kamp for Frankrigs landshold. Han deltog ved VM i 1966 i England, men kom dog ikke på banen i turneringen.
Efter sit karrierestop var Couécou i en kort periode i 1989 træner for Bordeaux.

## Titler
Ligue 1
- 1971 og 1972 med Olympique Marseille
- 1973 med FC Nantes

Coupe de France
- 1972 med Olympique Marseille